# Kylie + Garibay
Kylie + Garibay é o segundo extended play (EP) colaborativo da cantora australiana Kylie Minogue e do produtor musical Fernando Garibay. Basicamente, é uma continuação do também extended play Sleepwalker, lançado em 2014 para promover a turnê Kiss Me Once Tour, em andamento na época. Lançado em 11 de setembro de 2015 pela gravadora britânica Parlophone, com qual a vocalista teria encerrado contrato em março de 2015, obteve um desempenho muito mais baixo que suas obras anteriores, atingindo apenas a centésima posição na Austrália.

## Antecedentes
Após o lançamento de The Abbey Road Sessions (2012), uma coletânea da canções refeitas com orquestra, Minogue dividiu caminhos com seu empresário de longa duração, Terry Blamey, e assinou um novo contrato de gestão com a gravadora do rapper Jay-Z, a Roc Nation. Na sequência deste novo contrato, Minogue continuou a trabalhar em seu, até então, novo álbum de estúdio no ano de 2013, com relatórios em fevereiro de 2013, que Minogue estaria trabalhando com a cantora e compositora Sia Furler. Em maio de 2013, quando ela discutiu sobre o disco com a Rolling Stone, Minogue disse que o álbum iria "trazer algo diferente [...] o que é legal". Ela também reconheceu que ela tinha de "fazer algo diferente", mas acrescentou que o álbum "manterá o DNA como uma faixa Kylie é, porque eu estou nele. Eu gostaria de tentar e se mover na trave e experimentar com diferentes sons".
Em março de 2014, Minogue lançou seu décimo segundo álbum de estúdio, Kiss me Once, através das gravadoras Parlophone e Warner Music Group. Ela começou sua turnê européia e australiana, intitulada Kiss Me Once Tour (2014-2015). A turnê foi concluída no final de março de 2015, com a performance de Minogue na Copa do Mundo de Dubai.
Em janeiro de 2015, Minogue apareceu como vocalista convidada no single de Giorgio Moroder, "Right Here, Right Now". Depois, em março, o contrato de Minogue com sua gravadora Parlophone terminou, deixando seus lançamentos musicais futuros com a Warner Music Group, na Austrália e na Nova Zelândia. No mesmo mês, ela também saiu da Roc Nation que, segundo Minogue, era "para ter mais controle sobre sua carreira".

## Composição
Originalmente definido com quatro faixas, Kylie + Garibay possui três faixas, todas co-escritas por Minogue. A primeira faixa, "Black and White", apresenta uma participação do artista jamaicano Shaggy. Um vídeo musical para a canção, dirigido por Katerina Jebb, foi lançado em 11 de setembro de 2015. A segunda faixa, "If I Can't Have You", apresenta uma participação do artista australiano Sam Sparro. A faixa final, "Your Body", tem produção e vocais por Moroder. Moroder disse que "ela me perguntou se eu poderia fazer uma pequena conversa em italiano sobre a música dela. Ela queria que fosse realmente sexy, como um amante latino – respiração pesada. Eu acho que ela estava muito feliz. Ela me disse: 'Eu deveria ter trabalhado com você há dez anos'". Christina Lee, da Idolator, que resenhou a partir de uma performance ao vivo da canção, disse que "é apenas como o pioneiro da eletrônica descreveu: sexy, sedutora e mais ambiente".

## Desenvolvimento
Kylie + Garibay é a segunda colaboração em formato extended play de Kylie Minogue com o produtor musical mexicano/americano Fernando Garibay, e as gravações começaram em fevereiro de 2015. O primeiro extended play, intitulado Sleepwalker, promoveu a turnê Kiss Me Once Tour. Depois de terminar a turnê e gravar o dueto com Moroder, Minogue, ao lado de Garibay, solicitou Moroder para ajudar a produzir uma faixa para o extended play. Moroder confirmou o extended play no final de janeiro de 2015, através de uma entrevista com o site americano Idolator, afirmando que "ela está fazendo um outro extended play com o nosso amigo Fernando, que fez a maior parte do "Born This Way", da Lady Gaga". Ele descreveu as músicas como "muito sexy e não comercial".

## Promoção e lançamento
Minogue apresentou a faixa "Your Body" em um show com Moroder, em Los Angeles, Califórnia, em fevereiro de 2015. Apesar de sair da Parlophone em março de 2015, Kylie + Garibay foi lançado pela mesma em 11 de setembro de 2015, através de Warner Music Group, em lojas digitais e Spotify. O extended play marcou como o último lançamento desse tipo para Minogue, enquanto o Kylie Christmas marcou o primeiro de natal da mesma na gravadora.

## Lista de faixas
| N.º            | Título                                 | Compositor(es)                                        | Produtor(es)    | Duração |  |
| 1.             | "Black and White" (com Shaggy)         | Kylie Minogue Fernando Garibay Whitney Phillips       | Garibay Moroder | 3:37    |  |
| 2.             | "If I Can't Have You" (com Sam Sparro) | Garibay Sparro Brian Lee                              | Garibay Moroder | 3:37    |  |
| 3.             | "Your Body" (com Giorgio Moroder)      | Jamie Hartman Minogue Phillips Garibay Max McElligott | Garibay Moroder | 5:07    |  |
| Duração total: | Duração total:                         | Duração total:                                        | Duração total:  | 12:21   |  |

## Créditos
Créditos retirados do Australasian Performing Right Association (APRA).
| Créditos principais - Kylie Minogue – vocalista, vocais de fundo - Fernando Garibay – produção - Giorgio Moroder – produção | Compositores - Whitney Phillips - Jamie Hartman - Max McElligott - Kylie Minogue - Fernando Garibay |

## Desempenho nas tabelas musicais
Kylie + Garibay ficou na tabela de álbuns australiana no número cem, de acordo com a emissão que foi publicada a 23 de setembro de 2015, sendo a única posição que o EP conseguiu se colocar, embora tenha ficado na parada de singles, não de álbuns.

### Posições
| Tabela musical (2015) | Melhor posição |
| --------------------- | -------------- |
| Austrália (ARIA)      | 100            |

## Histórico de lançamento
O extended play teve lançamento apenas digital em países como Austrália, Reino Unido, Brasil e França, todos no mesmo dia, em 11 de setembro de 2015.
| Região      | Data                   | Formato          | Gravadora  | Ref.   |
| ----------- | ---------------------- | ---------------- | ---------- | ------ |
| Austrália   | 11 de setembro de 2015 | Download digital | Parlophone | [ 17 ] |
| Reino Unido | 11 de setembro de 2015 | Download digital | Parlophone | [ 32 ] |
| Brasil      | 11 de setembro de 2015 | Download digital | Parlophone | [ 33 ] |
| França      | 11 de setembro de 2015 | Download digital | Parlophone | [ 34 ] |